# بيتر قاولد
بيتر قاولد (بالإنجليزية: Peter Gould)‏ هو جغرافي بريطاني، ولد في 18 نوفمبر 1932 في المملكة المتحدة، وتوفي في 22 يناير 2000 في ولاية كوليج في الولايات المتحدة.